# Juan Carlos Traspaderne
Juan Carlos Traspaderne (Logroño, 2 de septiembre de 1956) es un atleta español retirado que destacó en las pruebas de fondo donde llegó a ser plusmarquista nacional de maratón en el campeonato disputado en Helsinki el 14 de agosto de 1983 con una marca de 2 horas, 11 minutos y 34 segundos.
En 1984 representó a España en los Juegos Olímpicos de Los Ángeles en la modalidad de maratón.
En la actualidad colabora como preparador físico con el equipo Deportes Ferrer Santamaría de liga EBA de baloncesto.

## Palmarés
- 1983.- Campeón de España de maratón.